# 安陪利美
安陪 利美（あべ りみ、1964年 - ）は、元KBCアナウンサー。

## 人物
1987年に入社。ニュース、スポーツ情報、リポーターをKBCで活躍。1990年には大阪で仕事をした後、KBCを退社した。

## 過去の出演番組

### KBCテレビ
- KBCニュース
- その他各番組

### KBCラジオ
- 朝日新聞ニュース
- KBCサンデースポーツ
- その他各番組

### ABCテレビ
- 熱闘甲子園（1990年のキャスター）